# ヘキサシアニドコバルト(III)酸塩
ヘキサシアニドコバルト(III)酸塩は三価のコバルトのシアニド錯体であり、化学式は[Co(CN)6]3−である。

## 性質
ヘキサシアニドコバルト(III)酸塩は性質が比較的安定であり、溶液中で塩酸や水酸化ナトリウムや酸化剤（H2O2、Cl2など）とは反応性に乏しい。

## 参照
- ヘキサシアニドコバルト(III)酸カリウム
- ヘキサシアニドコバルト(III)酸銅(II)
- ヘキサシアニド鉄(III)酸
- ヘキサシアニド鉄(III)酸カリウム